# 都康州
都康州，北宋时设置的州。
治所在今广西壮族自治区天等县西北都康东。南宋末迁治今天等县西北都康。辖境即今天等县一带。元朝属田州路。明朝直隶广西布政司。清朝时，称都康土州，属思恩府、后改属镇安府，1917年并入向都县。 